# St. Stephan (Weihenstephan)

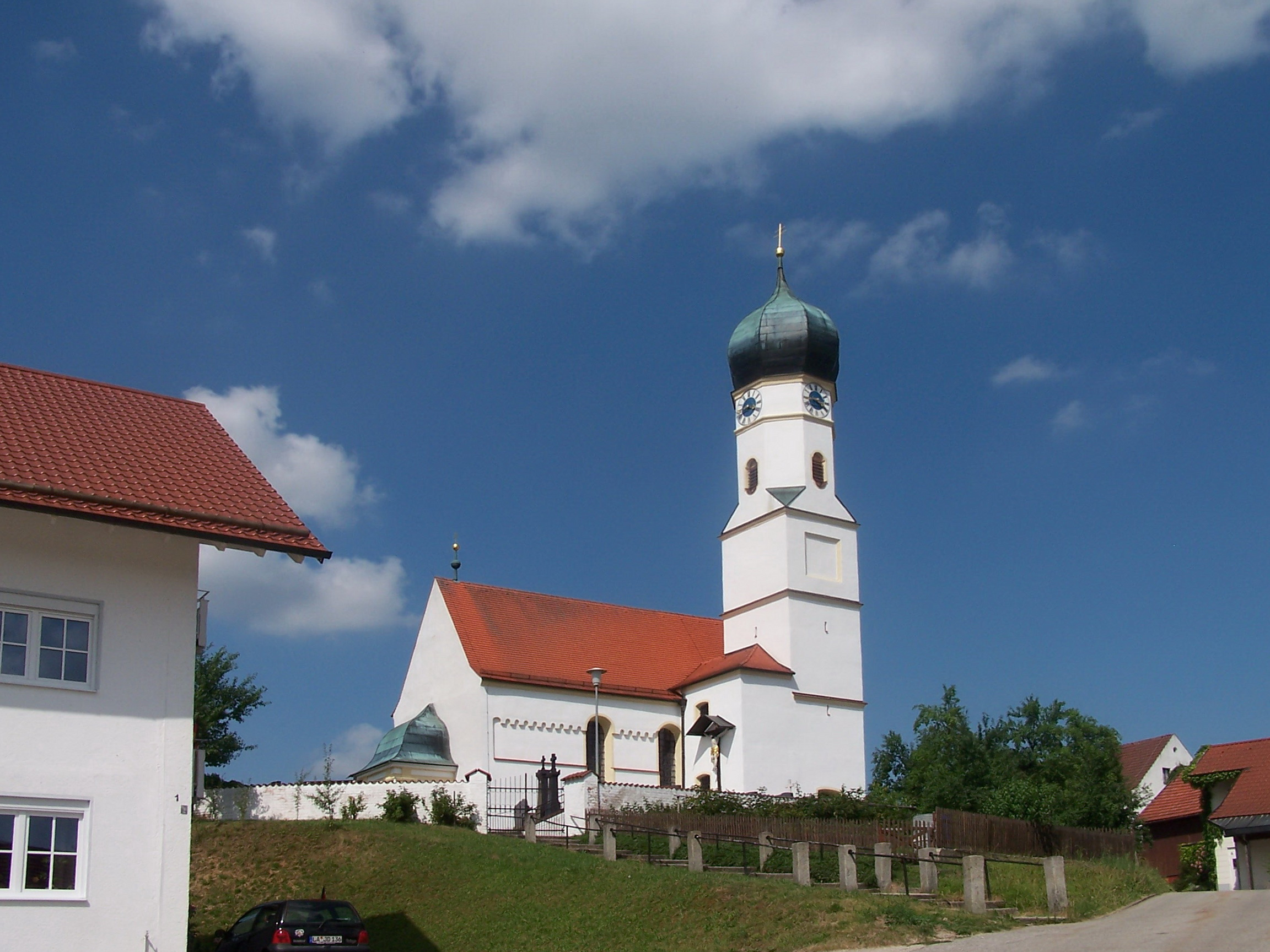
Außenansicht der Filialkirche St. Stephan von Süden

Die römisch-katholische Filialkirche St. Stephan in Weihenstephan, einem Ortsteil der Gemeinde Hohenthann im niederbayerischen Landkreis Landshut, ist ein spätgotischer Bau aus der zweiten Hälfte des 15. Jahrhunderts, der im 17. und 18. Jahrhundert barockisiert wurde. Entsprechend dem Ortsnamen Weihenstephan ist das Gotteshaus dem heiligen Stephanus (Gedenktag: 26. Dezember) geweiht. Seine Geschichte ist in engem Zusammenhang mit dem Schloss Weihenstephan und den dort residierenden Adelsfamilien zu sehen. Die Filialkirche der Pfarrei St. Laurentius in Hohenthann ist als Baudenkmal mit der Nummer D-2-74-141-41 beim Bayerischen Landesamt für Denkmalpflege eingetragen.

## Architektur

### Außenbau
Die nach Osten ausgerichtete Saalkirche besitzt einen nicht eingezogenen Chor mit zwei Jochen und Schluss in drei Seiten des Achteck. Dieser ist mit dem dreiachsigen Langhaus unter einem gemeinsamen Satteldach vereinigt. Der Außenbau wird durch einen umlaufenden Rundbogenfries auf der Höhe der in der Barockzeit ebenfalls rundbogig umgestalteten Fensterabschlüsse gegliedert. Auf der Westseite des Langhauses ist offene Vorhalle mit geschwungenem Kupferdach angebaut. Auf der Südseite des Chores befindet sich ein Chorflankenturm, der 1681 durch den Landshuter Maurermeister Adam Stadler mit einem achteckigen Oberbau und einer barocken Zwiebelhaube versehen wurde. Im Erdgeschoss des Turmes ist die Sakristei untergebracht, im ersten Obergeschoss ein Oratorium mit klassizistischer Brüstung, das mit einem Wappen der Weihenstephaner Adelsfamilie Etzdorf und der Jahreszahl 1790 versehen ist.

### Innenraum
Während das barock umgestaltete Langhaus eine Flachdecke mit Hohlkehle besitzt, ist im Chor ein spätgotisches Netzrippengewölbe mit runden Schlusssteinen erhalten. Die birnstabförmigen Rippen entspringen dabei aus Runddiensten, die in halber Höhe schwach ausgeprägten, gefasten Wandpfeilern entwachsen und profilierte Kapitelle besitzen.

## Ausstattung
Die Ausstattung ist größtenteils neugotisch; außerdem sind spätgotische Holzfiguren der Heiligen Stephanus, Laurentius und Cyriacus aus der Zeit um 1520 vorhanden, die früher in der ehemaligen Schlosskapelle von Weihenstephan untergebracht waren. In die Innenwände der Kirche sind Epitaphien aus dem 16. bis 18. Jahrhundert für die Schlossherrn von Weihenstephan und deren Angehörige eingelassen. Unter dem Fußboden des Langhauses hat sich der Überlieferung zufolge eine geräumige Gruft befunden, die um 1600 eingestürzt ist. Heute befindet sich eine Gruft unterhalb des Chorraums vor dem Hochaltar; hier wurden früher die Schlossherrn und ihre Angehörigen bestattet. Erwähnenswert ist auch die älteste und größte der drei Glocken aus dem Jahr 1545.

### Orgel
Die Orgel wurde im Jahr 1911 von Willibald Siemann erbaut. Das pneumatische Kegelladeninstrument mit freistehendem Spieltisch umfasst acht Register auf einem Manual und Pedal. Die Disposition lautet wie folgt:
| I Manual C–f3 |            |       |
| 1.            | Principal  | 8′    |
| 2.            | Gamba      | 8′    |
| 3.            | Salicional | 8′    |
| 4.            | Gedackt    | 8′    |
| 5.            | Octav      | 4′    |
| 6.            | Mixtur     | 2 ⁄3′ |

| Pedal C–d1 |            |     |
| 7.         | Subbaß     | 16′ |
| 8.         | Bourdonbaß | 16′ |

- Koppeln: I/P, Super I/P, Sub I/P